# Гологоры (село)
Гологоры (укр. Гологори) — село в Золочевской городской общине Золочевского района Львовской области Украины.
Известно с 1271 года как замок Голые Горы. Расположено на реке Золотая Липа.
Население по переписи 2001 года составляло 658 человек. Занимает площадь 2,681 км². Почтовый индекс — 80736. Телефонный код — 3265.